# آيت بوعدي (أولاد توك)
آيت بوعدي هو دُوَّار يقع بجماعة الواد لخضر، إقليم قلعة السراغنة، جهة مراكش آسفي في المملكة المغربية. ينتمي الدوّار لمشيخة أولاد توك التي تضم دوارين. يقدر عدد سكانه بـ 546 نسمة حسب الإحصاء الرسمي للسكان والسكنى لسنة 2004.

## وصلات خارجية
- البوابة الوطنية للجماعات الترابية
- المندوبية السامية للتخطيط